# Sadat Bukari
Sadat Bukari (Wa, 12 aprile 1989) è un ex calciatore ghanese, di ruolo attaccante.

## Carriera

### Club
Ha giocato nella prima divisione dei campionati tunisino, israeliano, rumeno, saudita e cipriota.

### Nazionale
Ha giocato nella nazionale ghanese Under-17.